# مالينا إنغستروم
مالينا إنغستروم (بالسويدية: Malena Engström)‏ هي ممثلة سويدية، ولدت في 3 أبريل 1967 بفيستيروس في السويد.

## وصلات خارجية
- مالينا إنغستروم على موقع IMDb (الإنجليزية)
- مالينا إنغستروم على موقع قاعدة بيانات الأفلام السويدية (السويدية)
- مالينا إنغستروم على موقع قاعدة بيانات الفيلم (الإنجليزية)